# Hypargos
Hypargos és un gènere d'ocells de la família dels estríldids (Estrildidae). Es troben a l'Àfrica subsahariana.

## Taxonomia i etimologia
El gènere Hypargos va ser descrit el 1862 pel naturalista alemany Ludwig Reichenbach per donar cabuda a l'estrilda de gorja rosada.
El gènere Hypargos és germà del gènere Euschistospiza.
El nom combina el grec antic hypo que significa a sota amb Argos d'Argos Panopta, el gegant de molts ulls de la mitologia grega.
Segons la Classificació del Congrés Ornitològic Internacional (versió 15.1, 2025) aquest gènere està format per dues espècies:
- Hypargos niveoguttatus - estrilda gorja-roja.
- Hypargos margaritatus - estrilda de gorja rosada.